# Scelio crassiceps
Scelio crassiceps är en stekelart som beskrevs av Hermann Priesner 1951. Scelio crassiceps ingår i släktet Scelio och familjen Scelionidae. Inga underarter finns listade i Catalogue of Life.